# Marte Vallis
Marte Vallis é um vale no quadrângulo de Amazonis, em Marte, localizado a 15º N e 176.5º W. Sua extensão é de 185 km e seu nome vem da palavra espanhola e portuguesa "Marte". O vale foi identificado como um canal de fluxo, escavado no passado geológico pela liberação catastrófica de água de aquíferos sob a superfície do planeta.
Marte Vallis é o sítio das primeiras descobertas de diaclase em Marte. 

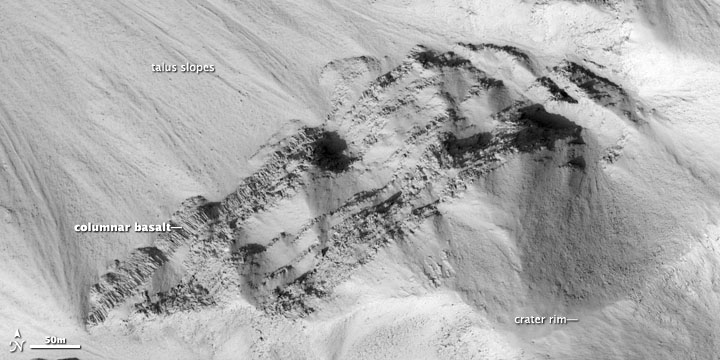
Diaclases no basalto em Marte Vallis
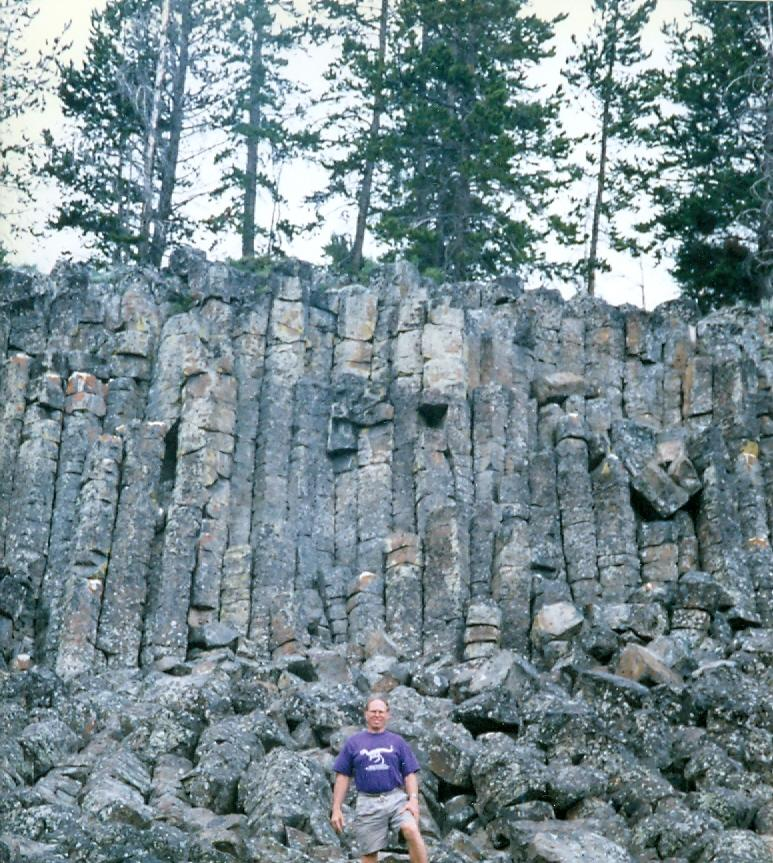
Diaclase no Parque Nacional de Yellowstone.
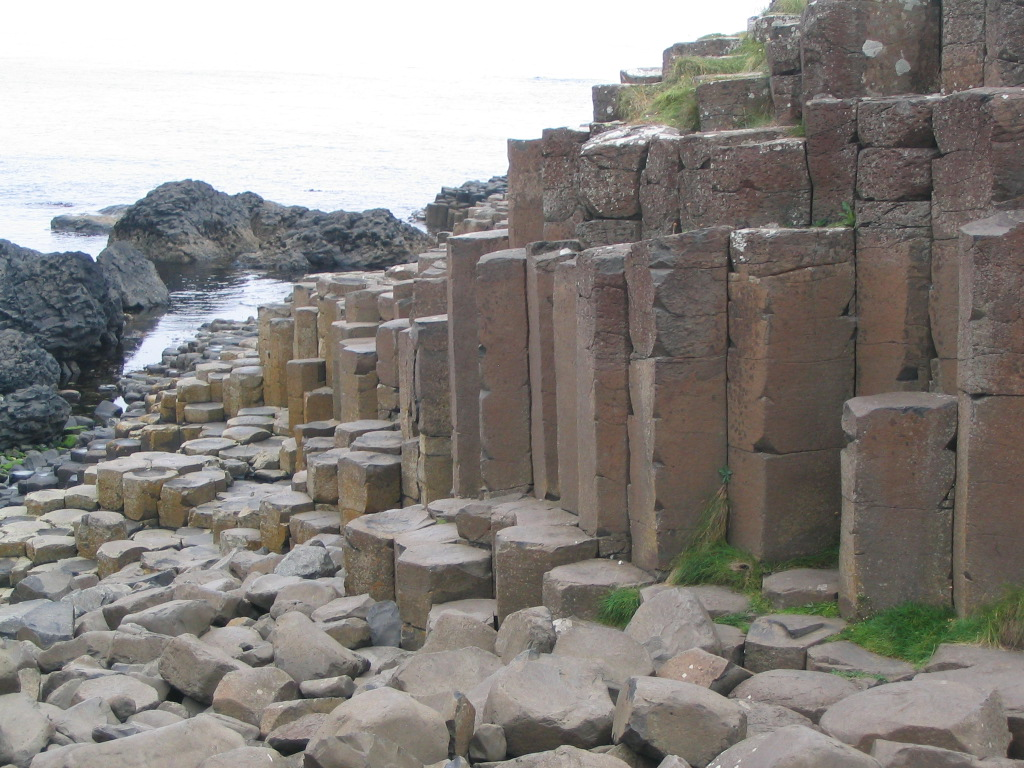
Diaclase do basalto da Calçada dos Gigantes na Irlanda.